# Гуо
Гуо (фр. Gouaux) насеље је и општина у јужној Француској у региону Миди Пирене, у департману Горњи Пиринеји која припада префектури Бањер де Бигор.
По подацима из 2011. године у општини је живело 76 становника, а густина насељености је износила 12,62 становника/km². Општина се простире на површини од 6,02 km². Налази се на средњој надморској висини од 945 метара (максималној 1.687 m, а минималној 852 m).

## Демографија
| 1962. | 1968. | 1975. | 1982. | 1990. | 1999. | 2011. |
| ----- | ----- | ----- | ----- | ----- | ----- | ----- |
| 42    | 42    | 34    | 46    | 62    | 58    | 76    |

График промене броја становника у току последњих година